# گرمابه پیرحصار
گرمابه پیرحصار مربوط به دوره قاجار است و در قزوین، خیابان تهران قدیم، محله گل بینه واقع شده و این اثر در تاریخ ۱۱ مرداد ۱۳۸۴ با شمارهٔ ثبت ۱۲۶۱۳ به‌عنوان یکی از آثار ملی ایران به ثبت رسیده است.